# Paul Tanner (Snookerspieler)
Paul Tanner (* 14. Mai 1968) ist ein ehemaliger englischer Snookerspieler, der zwischen 1991 und 1995 Profispieler war. In dieser Zeit erreichte er Rang 81 der Snookerweltrangliste. Bekannt wurde er durch seine Viertelfinalteilnahme bei den Asian Open 1993.

## Karriere
In den 1980er Jahren versuchte sich Tanner mehrfach über die WPBSA Pro Ticket Series für die Profitour zu qualifizieren. Zwar erreichte er bei einem Event im Jahr 1989 tatsächlich das Viertelfinale, alles in allem schaffte er es aber nicht, sich zu qualifizieren. Derweil nahm er 1987 an der U21-Amateurweltmeisterschaft teil, wo er ebenfalls bis ins Viertelfinale kam. In den Jahren 1990 und 1991 nahm er an der English Amateur Championship teil. Im ersten Jahr unterlag er im Viertelfinale der Qualifikation Stefan Mazrocis, im zweiten Jahr im Qualifikationshalbfinale Ronnie O’Sullivan. Die beiden Finalisten der English Amateur Championship qualifizierten sich traditionell über die Qualifikationen einer Nord- und einer Süd-Hälfte. Tanner startete jeweils in der Süd-Qualifikation.
Kurz danach öffnete der Weltverband die Profitour gegen ein gewisses Startgeld für alle Spieler; Tanner nutzte die Chance und wurde noch 1991 Profispieler. In seiner Debütsaison schied Tanner häufig früh in den Qualifikationen der Turniere aus. Ihm gelangen aber auch zwei Achtungserfolge: Bei der UK Championship kam er in die finale Qualifikationsrunde, bei den European Open in die erste Hauptrunde. Auf der Weltrangliste belegte er deshalb am Saisonende Rang 135. In der Saison 1992/93 gab es erneut viele Qualifikationsniederlagen, dreimal schied er jedoch erst kurz vor Beginn der Hauptrunde aus. Mehrfach konnte er diese auch erreichen: Beim ersten Strachan-Challenge-Event und bei den International Open stand er in der Runde der letzten 32. Bei den Asian Open zog er mit Siegen über Neal Foulds, Mark Johnston-Allen und Jason Ferguson ins Viertelfinale ein, das beste Ergebnis seiner Karriere.
Bereits zuvor hatte Tanner für Aufmerksamkeit in der Snooker-Welt gesorgt, als sein Qualifikationsspiel gegen Robby Foldvari bei der UK Championship (6:5-Sieg für Tanner) mit einer Länge von 434 Minuten einen neuen Rekord für das längste Spiel im Modus Best of 11 Frames aufstellte. Am Saisonende belegte er Rang 81 in der Weltrangliste, die beste Platzierung seiner Karriere. Dieses hohe Niveau konnte der Engländer aber in der Saison 1993/94 nicht bestätigen; er kam in keine einzige Hauptrunde. Auch wenn er auf der – über die Ergebnisse der letzten zwei Jahre errechneten – Weltrangliste nur sieben Plätze verlor, beendete Tanner daraufhin seine Karriere. Bis Mitte 1995 blieb er nominell noch Profispieler, danach beendete er auch formal seine Profikarriere.